# Chaetopleura biarmata
Chaetopleura biarmata är en blötdjursart som beskrevs av de Rochebrune 1882. Chaetopleura biarmata ingår i släktet Chaetopleura och familjen Ischnochitonidae. Inga underarter finns listade i Catalogue of Life.